# Championnats du monde de Dart 18 2002
Les championnats du monde de Dart 18 2002 sont une compétition internationale de sport nautique sous l'égide de la Fédération internationale de voile (ISAF). Cette édition 2002 se tient à Marseille en France.

## Résultats
| # | Équipage                                    |
| - | ------------------------------------------- |
| 1 | Christophe Ghazarian et Catherine Ghazarian |
| 2 | Hervé Le Maux et Joanna Jones-Pierce        |
| 3 | Thierry Wibaux et Christine Wibaux          |